# Satoko Mabuchi
Pour les articles homonymes, voir Mabuchi.
Satoko Mabuchi (馬渕 智子, Mabuchi Satoko), née le 17 février 1982 à Nagoya, est une joueuse de softball japonaise. Durant les Jeux olympiques d'été de 2008, elle remporta la médaille d'or devançant les États-Unis et l'Australie.